# Najwyższy Sąd Wojskowy

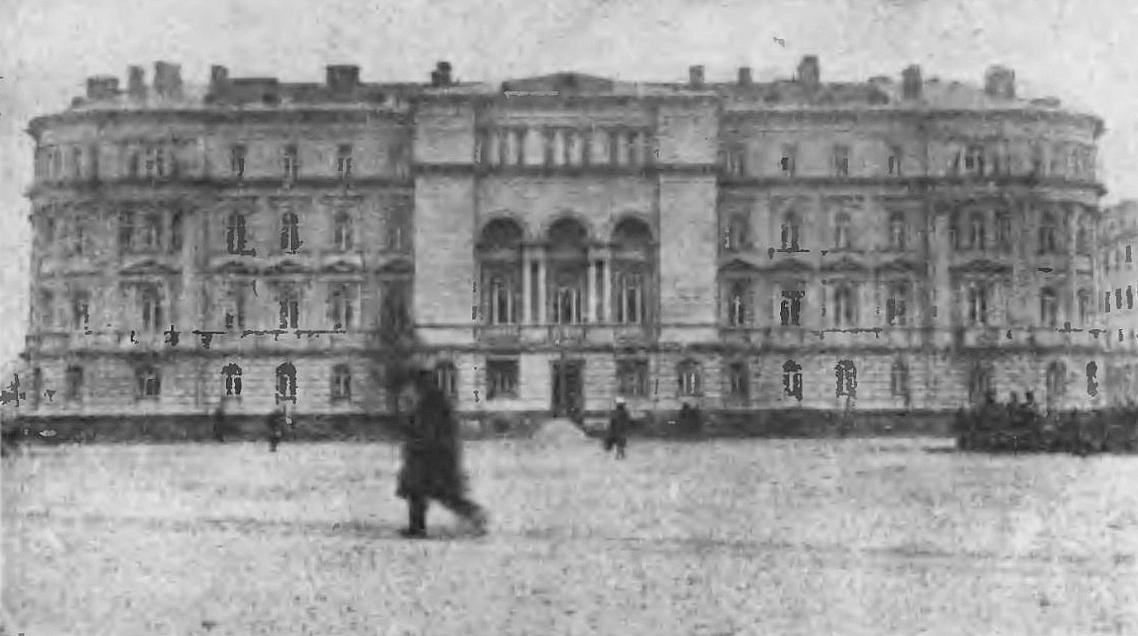
Gmach sądów wojskowych przy placu Saskim w Warszawie, mieszczący Najwyższy Sąd Wojskowy, Prokuraturę przy NSW, Wojskowy Sąd Okręgowy Nr I i Prokuraturę przy WSO I (stan przed 1928)

Najwyższy Sąd Wojskowy (NSW) – sąd najwyższej instancji należący do pionu polskiego sądownictwa wojskowego. W latach 1919–1920 funkcjonował pod nazwą Naczelny Sąd Wojskowy.

## Opis
Naczelny Sąd Wojskowy został utworzony dekretem Naczelnego Wodza Józefa Piłsudskiego z dnia 4 lutego 1919. Dziesięć dni później kierownik Ministerstwa Spraw Wojskowych, płk Jan Wroczyński zatwierdził etat Naczelnego Sądu Wojskowego. Zgodnie z etatem w Naczelnym Sądzie Wojskowym miało pełnić służbę ośmiu oficerów (prezydent, wiceprezydent, pięciu członków i starszy sekretarz), siedmiu urzędników wojskowych (sekretarz, dwóch podsekretarzy, dwóch kancelistów i dwie maszynistki) oraz dwóch pracowników cywilnych (dwóch woźnych i goniec), natomiast w Prokuraturze trzech oficerów (prokurator, dwóch podprokuratorów), czterech urzędników wojskowych (sekretarz prokuratury, kreślarz, dwie maszynistki) oraz dwóch pracowników cywilnych (dwóch woźnych i goniec). Stanowisko prezesa NSW zostało zaszeregowane do stopnia generała porucznika, stanowiska pięciu członków NSW i prokuratora do stopnia generała podporucznika, natomiast stanowiska podprokuratorów do stopnia pułkownika. Starszy sekretarz miał mieć rangę majora.
Siedziba sądu mieściła się przy placu Saskim róg ul. Królewskiej.
Obsada personalna Naczelnego Sądu Wojskowego w dniu 1 marca 1919:

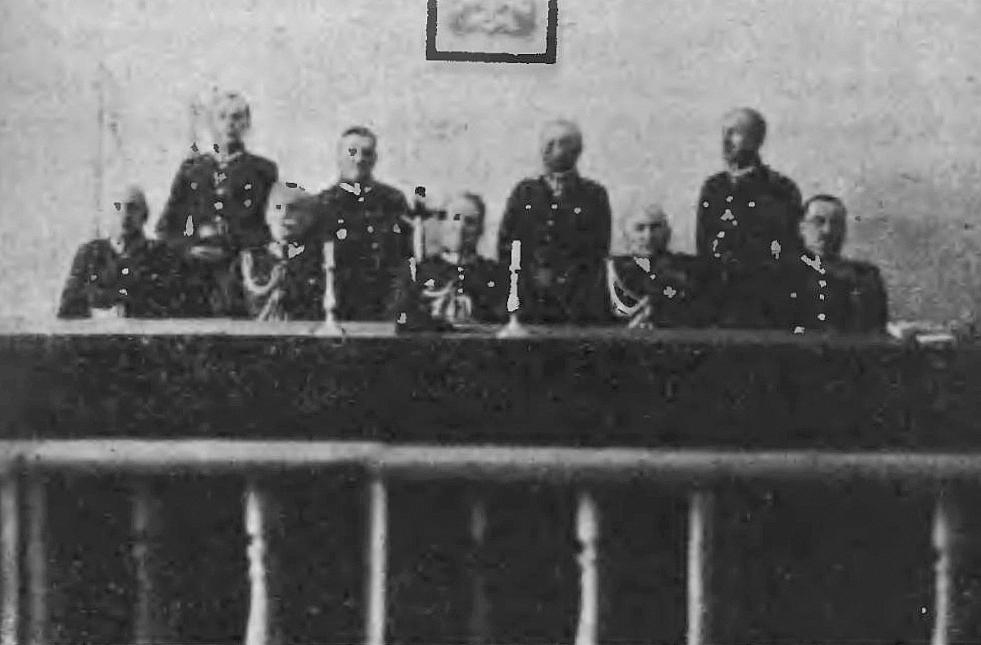
Najwyższy Sąd Wojskowy (ok. 1926-1928)

- prezydent – gen. ppor. KS Franciszek Niżałowski
- wiceprezydent – wakat
- członek – gen. ppor. Jan Konrad Roszkowski
- p.o. członka – płk KS Jan Wozmek
- p.o. członka – płk KS Jan Czapliński
- p.o. członek – płk KS Edward Szpakowski
- prokurator – gen. ppor. Leon Iwanowski
- podprokurator – płk KS Cezary Piotrowski
- p.o. podprokuratora – mjr KS Emil Franciszek Mecnarowski

12 maja 1919 roku pełniącym obowiązki członka NSW został ppłk Mieczysław Bielski, późniejszy szef Wojskowego Sądu Okręgowego Nr V w Krakowie.
Do 1939 stanowił instancję odwoławczą od wyroków wojskowych sądów okręgowych (wcześniej sądów wojennych okręgów generalnych), oraz Sądu Admiralskiego.
Także w Polskich Siłach Zbrojnych na Zachodzie od 1943 funkcjonował Najwyższy Sąd Wojskowy. Badał sprawy Wojskowego Trybunału Orzekającego i wydawał opinie prawne. Nie był natomiast instancją odwoławczą.
Ostatni raz w polskim sądownictwie wojskowym utworzono Najwyższy Sąd Wojskowy w 1944 w Ludowym Wojsku Polskim. Zapisał się on negatywnie w historii polskiego sądownictwa ze względu na prowadzone przed nim procesy o charakterze politycznym. Funkcjonował do 1962, kiedy to utworzono Izbę Wojskową Sądu Najwyższego.

## Obsada personalna Najwyższego Sądu Wojskowego
Prezydenci (prezesi) NSW
- gen. ppor. KS[6] Franciszek Niżałowski (1 III 1919[7] - 1921)
- gen. bryg. Tadeusz Zachariasiewicz (p.o. 1921-1924)
- gen. bryg. Aleksander Pik (31 VII 1924 - 10 VI 1926)
- gen. bryg. Jakub Krzemieński (10 VI 1926 - 15 X 1930)
- gen. bryg. Emil Franciszek Mecnarowski (15 X 1930 - 1938)
- płk Stanisław Cięciel (1939)[8].

Wiceprezydenci NSW
- gen. bryg. Jakub Krzemieński (do 10 VI 1926)
- gen. bryg. Emil Franciszek Mecnarowski (I - 15 X 1930)
- płk Stanisław Cięciel

Sędziowie NSW
- gen. ppor. KS Jan Roszkowski (od 1 III 1920)
- gen. bryg. Józef Daniec
- gen. bryg. Jakub Krzemieński
- gen. bryg. Kamil Seyfried
- gen. bryg. Bronisław Karol Sikorski
- gen. bryg. Edward Szpakowski (od 10 VI 1926)
- gen. bryg. Tadeusz Zachariasiewicz
- płk dr Stanisław Cięciel (od 7 I 1931, później wiceprezydent i prezydent NSW)
- płk dypl. Stefan Józef Ćwiertniak (od 1929)[9]
- płk Józef Dąbrowski
- płk Antoni Gedke (od 31 VIII 1935)
- płk Ludwik Izierski
- płk KS Feliks Joszt (od 2 VII 1922)
- płk KS dr Wacław I Świnarski (od 2 VII 1922[10])
- płk Edmund Kaczkowski (1928)
- płk dr Tadeusz Stefan Kamiński (od 31 VIII 1935)
- płk dr Adam Karol Kiełbiński (7 I 1931 - 31 VIII 1935)
- płk dr Bronisław Zbyszewski
- płk Mikołaj Kostecki (od 4 VI 1930)
- płk Teofil Maresch (od 10 III 1932)
- płk Tadeusz Petrażycki (20 VIII 1931 - 1935)
- płk Tadeusz Antoni Porębski (IV 1944 - I 1945)
- płk dr Michał Przywara (od 7 I 1931)
- płk Jan Rzymowski[11][12]
- płk Edward Józef Saski (24 IV 1929 - VI 1934)
- płk Stanisław Śliwieński (1923)
- płk Witold Szulborski (do 1929)[9]
- płk Ludwik Michał Turzański (od 18 II 1930)
- płk Edmund Wełdycz (od 24 IV 1929)
- płk dr Konrad Józef Zieliński (10 III 1932 - 9 IV 1932)
- płk Kazimierz Ferdynand Zoziutiński
- ppłk Zygmunt Skoczek (po 1944)
- ppłk Tadeusz Tomajer (od 1944)

## Obsada personalna Prokuratury przy Najwyższym Sądzie Wojskowym
Naczelni Prokuratorzy Wojskowi
- gen. bryg. Aleksander Pik (1919 - 3 IV 1924)
- gen. bryg. Edward Gruber (3 IV 1924 - 22 V 1926
- gen. bryg. dr Józef Daniec (22 V 1926 - 31 XII 1932)
- płk aud. / gen. bryg. Teofil Maresch (1 I 1933 - IX 1939)

Prokuratorzy przy NSW
- płk Edward Gruber (1923)
- płk Stanisław Libkind-Lubodziecki (1923)
- płk Witold Szulborski (1923)
- ppłk dr Franciszek Jankowski (1923)
- ppłk dr Tadeusz Jakubowski (1928-1930)
- płk Jan Rzymowski (do 1930)[13]
- płk Józef Zołoteńki (od 4 VI 1930)
- płk dr Tadeusz Stefan Kamiński (p.o. do 31 VIII 1935)
- płk dr Adam Karol Kiełbiński (od 31 VIII 1935)
- płk Edward Józef Saski

Podprokuratorzy przy NSW
- płk Józef Zołoteńki (od 7 III 1927)[14][15])
- płk Antoni Gedke (do 31 VIII 1935)
- ppłk dr Tadeusz Stefan Kamiński (od 7 I 1931)
- ppłk Zygmunt Piotr Rumiński (od 26 II 1931)
- ppłk dr Stanisław Rudolf Roliński (31 VIII 1935 - 1939)